# 聖胡安德薩利納斯區
聖胡安德薩利納斯區（西班牙語：Distrito de San Juan de Salinas），是秘魯的一個區，位於該國東南部普諾大區的阿桑加羅省，始建於1908年11月21日，面積106平方公里，海拔高度3,840米，2005年人口3,823，人口密度每平方公里36人。